# Batalla de Valtierra
La batalla de Valtierra fue un combate que enfrentó las tropas de Alfonso I el Batallador, rey de Aragón, con las tropas musulmanas del emir de Saraqusta, Ahmed II Ibn Yusuf al-Mustain el 24 de enero de 1110. 

## Antecedentes
La conquista de Tulaytula (Toledo) por Alfonso VI de León en 1085 comportó la incorporación de extensas zonas de terreno al reino de León e hizo que Muhammad Ibn Abbad Al Mutamid, emir de Isbiliya, solicitara la ayuda militar de Yusuf ibn Tashfin. Este era el emir almorávide, movimiento que ya se había apoderado de todo Marruecos. Después de cruzar el estrecho de Gibraltar, los almorávides derrotaron Alfonso VI de León el 1086 a la batalla de Sagrajas y se convirtieron en los amos y señores del sur de la península ibérica. La conquista de Balansiya por el Cid bloqueó su expansión al norte la muerte del Cid en 1099 devolvió Balansiya al dominio islámico. Sahla cayó dos años más tarde.
Únicamente el emirato de Saraqusta quedaba libre del dominio almorávide y su gobernante Ahmed II Ibn Yusuf al-Mustain firmó un pacto de sumisión, en virtud del cual los nuevos señores africanos permitirían la independencia de su reino mientras él viviera.

## La batalla
Las tropas de Alfonso l el Batallador, rey de Aragón, se enfrentaron con las tropas musulmanas que habían pasado a la ofensiva llegando hasta Olite, dirigidas por el emir de Saraqusta, Ahmed II Ibn Yusuf al-Mustain el 24 de enero de 1110. En la batalla el rey zaragozano fue derrotado y muerto.

## Consecuencias
Alfonso l Batallador otorgó a la villa el Fuero de Sobrarbe y el título de Muy noble y Muy leal. En Valtierra hubo una importante comunidad árabe, incluso llegaron a construir una mezquita, que se destruyó para construir la Iglesia.
La derrota en Valtierra precipitó la conquista del emirato de Saraqusta por las tropas almorávides de Alí ibn Yússuf. Estas entraron en la ciudad el 29 de junio de 1110 mientras Abd al-Malik ibn Ahmed Imad al-Dawla se retiró a su fortaleza de Rueda de Jalón. Considerada una fortaleza inexpugnable, Abdalmalik creó entonces un reino a lo largo de la ribera del río Jalón donde todavía gobernó por espacio de veinte años.